# Governo Nicolás Maduro (2019–2025)
O segundo governo de Nicolás Maduro iniciou em 10 de janeiro de 2019, quando ele se empossou perante o Tribunal Supremo de Justiça para o período 2019–2025, após vencer as controversas eleições presidenciais de 2018, realizadas pelo Partido Socialista Unido da Venezuela (PSUV), com uma abstenção de 68% do eleitorado registrado. O processo eleitoral foi amplamente denunciado como fraudulento por opositores, pelos Estados Unidos, pela União Europeia e pela maioria dos países da América Latina.
Durante este período, Maduro enfrentou a crise presidencial, em que Juan Guaidó, presidente da Assembleia Nacional, foi declarado presidente interino e reconhecido por cerca de 60 países. A crise resultou em grandes protestos contra o governo.
Seu segundo mandato encerrou-se em 10 de janeiro de 2025, com a posse para um terceiro mandato, após as controversas eleições presidenciais de 2018.

## Política legislativa
O PSUV consolidou o controle político, dominando a Assembleia Nacional Constituinte (ANC) de 2017 a 2020. A ANC, convocada por Maduro para reformar a Constituição de 1999, terminou sem propor alterações. Em 2020, após o boicote da oposição às eleições legislativas, o PSUV também assumiu o controle da Assembleia Nacional.

## Situação social
A crise humanitária se intensificou, com cerca de 7 milhões de venezuelanos emigrando até 2021.

## Economia e energia
O governo enfrentou a maior hiperinflação da história venezuelana, agravada pela crise econômica. Durante o período, o uso da criptomoeda Petro foi abandonado, e o país vivenciou a maior crise petrolífera e o pior apagão nacional de sua história em 2019.

## Política externa
Maduro manteve alianças com países como Cuba, China, Rússia, Irã e Turquia, enquanto relações diplomáticas foram rompidas e, em alguns casos, restabelecidas com nações como Brasil (2022), Colômbia (2022) e Paraguai (2023). Em março de 2020, o Departamento de Justiça dos Estados Unidos emitiu uma ordem de captura contra Maduro por acusações de narcotráfico, oferecendo uma recompensa de 15 milhões de dólares.

## Controvérsias
Tem estado caracterizado por más relações com sua oposição. Durante seu mandato têm sido intervindos os partidos COPEI (2015-2019), Ação Democrática (2020), Primeiro Justiça (2020), Vontade Popular (2020),  Movimiento Republicano (2020), Tupamaro (2020), Pátria Para Todos (2020), Compromiso País (2020), Nueva Visión para mi País (2020) e o Partido Comunista de Venezuela (2023). Henri Falcón denunciou o mesmo para o partido Avançada Progressista (2022). Segundo a oposição, as violações aos direitos humanos têm evidenciado o totalitarismo do governo venezuelano e a busca de um partido único ou uma oposição controlada no país.